# …Like a Bolt of Lightning
...Like a Bolt of Lightning är den första skivan av Juliette and the Licks. Den släpptes 2005.

## Titlar
1. "Shelter Your Needs" - 3:58
2. "Comin' Around" - 2:53
3. "Got Love to Kill" - 3:45
4. "20 Year Old Lover" - 3:35
5. "American Boy" - 3:42

### Bonusspår
1. "Get Your Tongue Wet" - 3:29 (US Bonus Track)
2. "I Am My Father's Daughter" (UK Bonus Track)